# Sampev2
Samuel Gustav Melvin Stronegger, född 17 mars 2000 på Ingarö utanför Stockholm, är en svensk youtubare, mer känd som SampeV2, som har lagt ut videoklipp sedan 2013. Med sina 446 000 prenumeranter i augusti 2023 är han en av Sveriges mest populära youtubare.
Stronegger började sin karriär med att spela Minecraft och fortsatte i många år att spela andra tv-spel och lägga ut videorna på Youtube. Han vann priset Årets Gamer på Guldtuben 2017.
På senare år[när?] har hans konto dominerats av vloggar där han ger råd om träning på gymmet, lagar hamburgare och ger sig på ett flertal olika utmaningar.
Efter att i flera år varit en av Sveriges största youtubare placerade han sig 2022 och 2023 som en av landets tio mäktigaste på sociala medier, enligt Medieakademins Maktbarometer.
Den 19 augusti 2022 medverkade han i den 21:a säsongen av Fångarna på fortet där han tävlade i samma lag som Dogge Doggelito och Anna Book.
Sampe drev Offcam podcast med sin vän Joppe.